# البتراء (القصيم)
مركز البتراء شمال محافظة النبهانية وتقع في الجزء الغربي لمنطقة القصيم في المملكة العربية السعودية. وتبعد عن الطريق السريع الرابط مابين القصيم المدينة المنورة 3 كم.

## النشأة والتاريخ
تعتبر البتراء من أقدم وأكبر بلدان منطقة القصيم تأسست عام 1348 هـ بإقطاع من الملك عبد العزيز  للشيخ درع بن درعان بن ناجي بن جميعان بن طريس شيخ قبيلة الطرسان من بني عمرو من حرب وتولى إمارة البتراء حتى توفى رحمه الله عام 1375 هـ عن عمر يناهز المائة عام وخلال كبره تولى شئون إدارة القبيلة ابنه بدر وتوفي قبل درع ثم خلفه الشيخ يوسف بن بدر بن درع ونائبه الشيخ بندر بن بدر بن درع بن الطريس رحمهم الله إلى أن أحدث مركز إمارة وتم تعينه أمير البتراء عام 1396 هـ وكذلك ابنه بدر بن يوسف بن بدر بن درع بن الطريس ثم ابنه سلمان في الوقت الحالي.

## التسمية
البتراء : على لفظ مؤنث الأَبتر - 
كانت في الأصل بئراً عادية مطمورة واسعة أول من اكتشفها درع بن طريس أمير الطرسان من بني عمرو من قبيلة حرب، فاتخذها هجرة له ولجماعته ثم نزل معهم بعض الفلاحين من الحاضره وسموها البترا لقربها من الواديين اللذيين يسميان البتر والأباتر وذلك لأنهم لا يعرفون أسمها القديم .

## الخدمات الحكومية
كل الخدمات بالغالب متوفرة في البتراء ومنها دوائر أمنية ومركز صحي ومدارس وكذلك أماكن خدمية من محطات وقود وورش ونهضة عمرانية ومحلات تجارية.

## نادي العاصفة
نشأ نادي العاصفة في عام 1411 هـ الموافق 1991م وهو نادي رياضي لكرة القدم ونشأ الفريق أثناء الغزو العراقي للكويت ولذا سُمي الفريق بهذا الاسم نسبة إلى معركة عاصفة الصحراء.
في عام 1429 هـ حقق الفريق بطولة بلدية محافظة النبهانية في عام 1429 هـ وحقق الفريق بطولة رمضانية في البتراء وكانت البطولة تحمل اسم (صلاتي حياتي)، وحقق الفريق بطولة نجوم الملاعب الثانية في مركز الذيبية وحقق الفريق بطولة سلطان بن عبد العزيز والتي أقيمت بالبتراء عام 2009م وحقق بطولة ملك الإنسانية ببلدة الروضة عام 2011م. وكذلك حقق الفريق بطولة الأمير فيصل بن بندر الرمضانية بالبتراء عام 2012م.

## السكان
يبلغ عدد سكان مركز البتراء 3.000 نسمة وسكانها هم قبيلة الطرسان من بني عمرو

## الموقع الجغرافي
تقع في الجزء الغربي لمنطقة القصيم وتبعد عن مدينة بريدة 130 كم، وعن محافظة الرس 70 كم، وعن محافظة النبهانية 10 كم.

## المناخ
المناخ صحراوي، حار جاف صيفاً بارد ممطر شتاءً، وتبلغ درجة الحرارة صيفاً 45 درجة مئوية، وفي الشتاء تصل إلى ما دون الصفر.

## وصلات خارجية
- صحيفة حرب الإعلامية تجري لقاء مع الشيخ بدر بن يوسف الطريسي رئيس مركز البتراء.